# 遠山清
遠山 清（とおやま きよし、1903年〈明治36年〉11月15日 - 1963年〈昭和38年〉6月10日）は、日本の教育者、画家。
サンサシオン同人、広井尋常小学校教員、名古屋市立第一高等女学校教員、光風会会員、愛知県立愛知工業高等学校教員、社団法人光風美術会会員、社団法人日展会員、社団法人日展審査員などを歴任した。

## 概要
愛知県名古屋市出身の洋画家である。広井尋常小学校、名古屋市立第一高等女学校、愛知県立愛知工業高等学校に教員として勤務する傍ら、光風会展、帝展、日展に出品を続け、光風賞や岡田賞を受賞している。光風会や日展の会員となり、のちに日展の審査員も務めた。

## 来歴

### 生い立ち
1903年（明治36年）11月15日、大日本帝国の愛知県名古屋市にて生まれた。旧制中学校を卒業すると、上京した。1923年、東京府東京市に所在する東京美術学校に入学し、図画師範科にて絵画を学んだ。在学中は岡田三郎助らから指導を受けた。1926年（大正15年）に東京美術学校を卒業した。

### 画家として

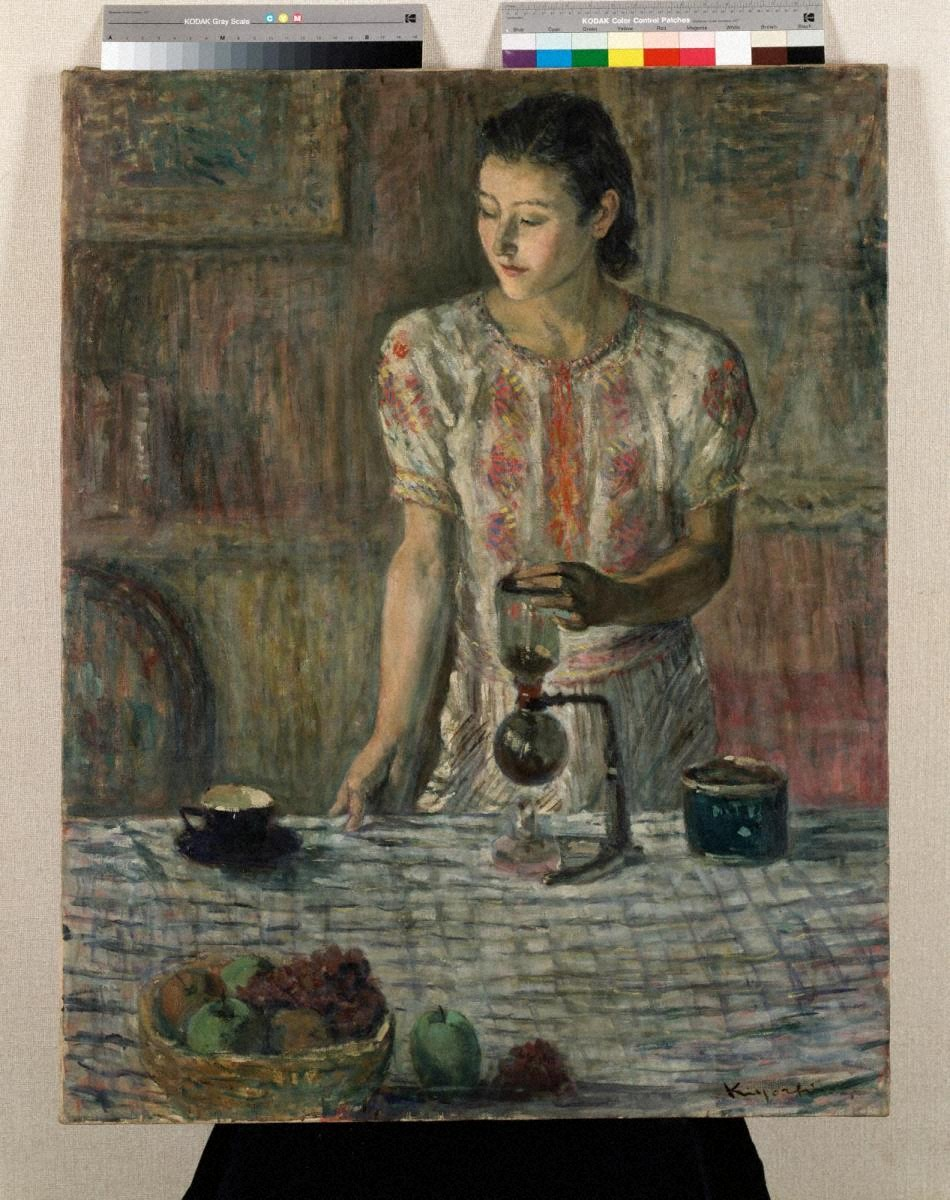
遠山清筆『食後』1940年。

東京美術学校卒業後は愛知県名古屋市に帰郷し、広井尋常小学校で教鞭を執った。1928年（昭和3年）には、名古屋市立第一高等女学校に転じ、そちらで教鞭を執った。1945年（昭和20年）からは、愛知県立愛知工業高等学校にて教鞭を執った。1956年（昭和31年）、教職を辞した。
また、洋画家としても活動しており、東京美術学校に在学していた頃から、鬼頭鍋三郎、松下春雄、中野安治郎らが結成した「サンサシオン」に関心を持っており、サンサシオン展に出品を重ねていた。1926年（大正15年）にはサンサシオンの同人として名を連ねた。1928年（昭和3年）に初めて帝展で入選を果たした。同年には光風会展にて光風賞を受賞している。その後も帝展や光風会展に作品を出品していた。1934年（昭和9年）、光風会展を主催する「光風会」の会員となった。なお、のちに光風会は社団法人としての認可を得て「光風美術会」となったが、引き続き会員として在籍した。太平洋戦争終結後は、1958年（昭和33年）から1959年（昭和34年）にかけてフランス、スペイン、イタリア、オランダなどで遊学し、絵画を学んだ。なお、戦後は日展にも作品を出品するようになった。日展を主催する同名の社団法人である「日展」の出品委嘱を経て、1960年（昭和35年）に日展の会員となり、1963年（昭和38年）には審査員となった。
しかし、脳卒中を発症し、1963年（昭和38年）6月10日に死去した。

## 作品

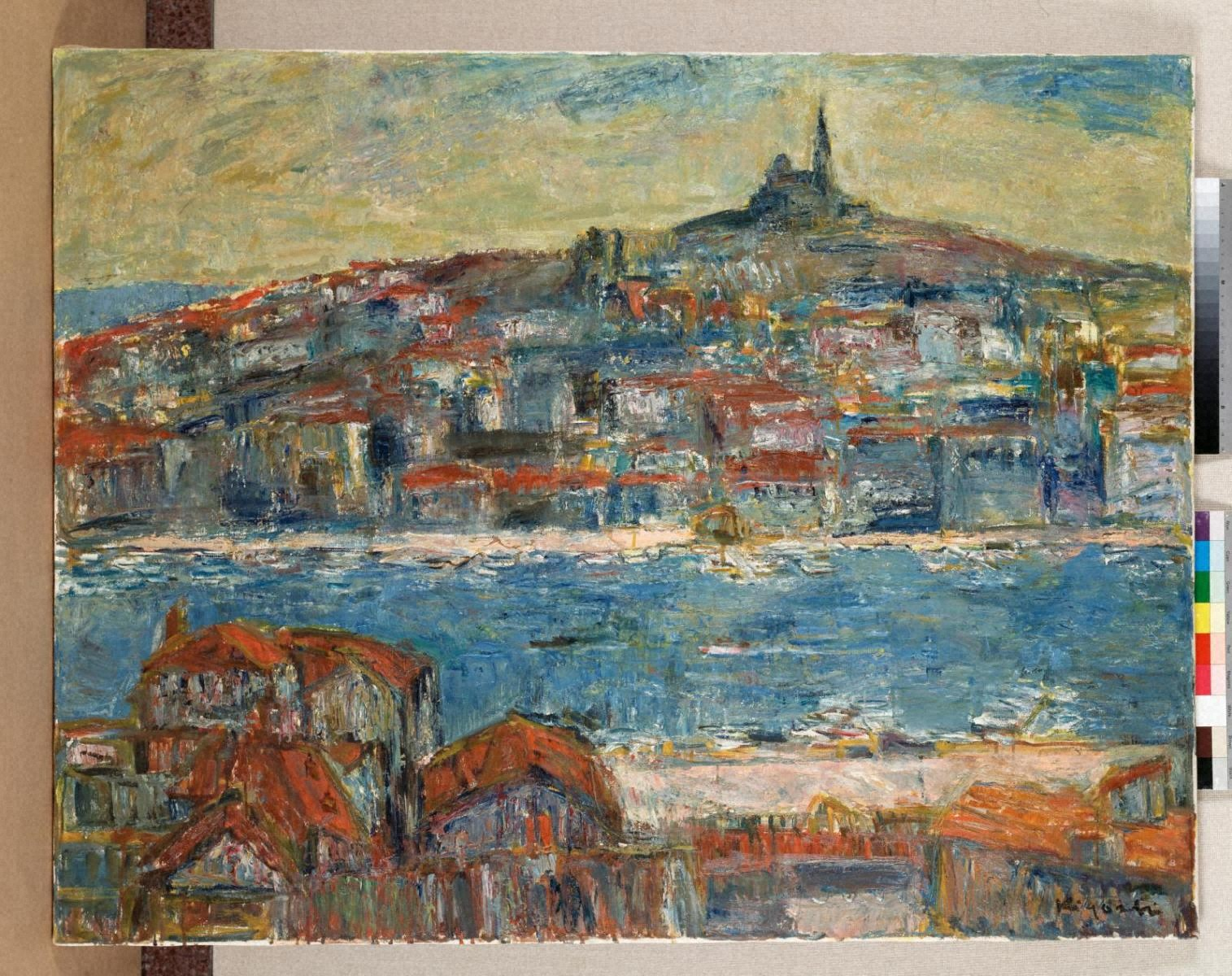
遠山清筆『マルセーユ』1963年。

東京美術学校在学中からサンサシオン展に出品を重ねており、1925年（大正14年）には初めて光風会展で入選を果たすなど、早くからその才能を開花させていた。1928年（昭和3年）には、帝展に『青島風景』を出品し、初めて帝展で入選を果たした。同年には光風会展にて光風賞を受賞している。1929年（昭和4年）には、光風会・サンサシオン合同展にも出品している。1941年（昭和16年）に『婦人像』を出品したところ、帝展、二科展、独立展、新制作展、一水会展、春台美術展、光風会展の出品作の中から選出される岡田賞を受賞している。
また、1942年（昭和17年）、および、1962年（昭和37年）には個展が開かれており、没後も1964年（昭和39年）に愛知県美術館にて遺作展が開かれている。また、21世紀に入ってからも、生誕100年となる2005年（平成17年）に個展が開かれている。

## 略歴
- 1903年 - 愛知県名古屋市にて誕生[1]。

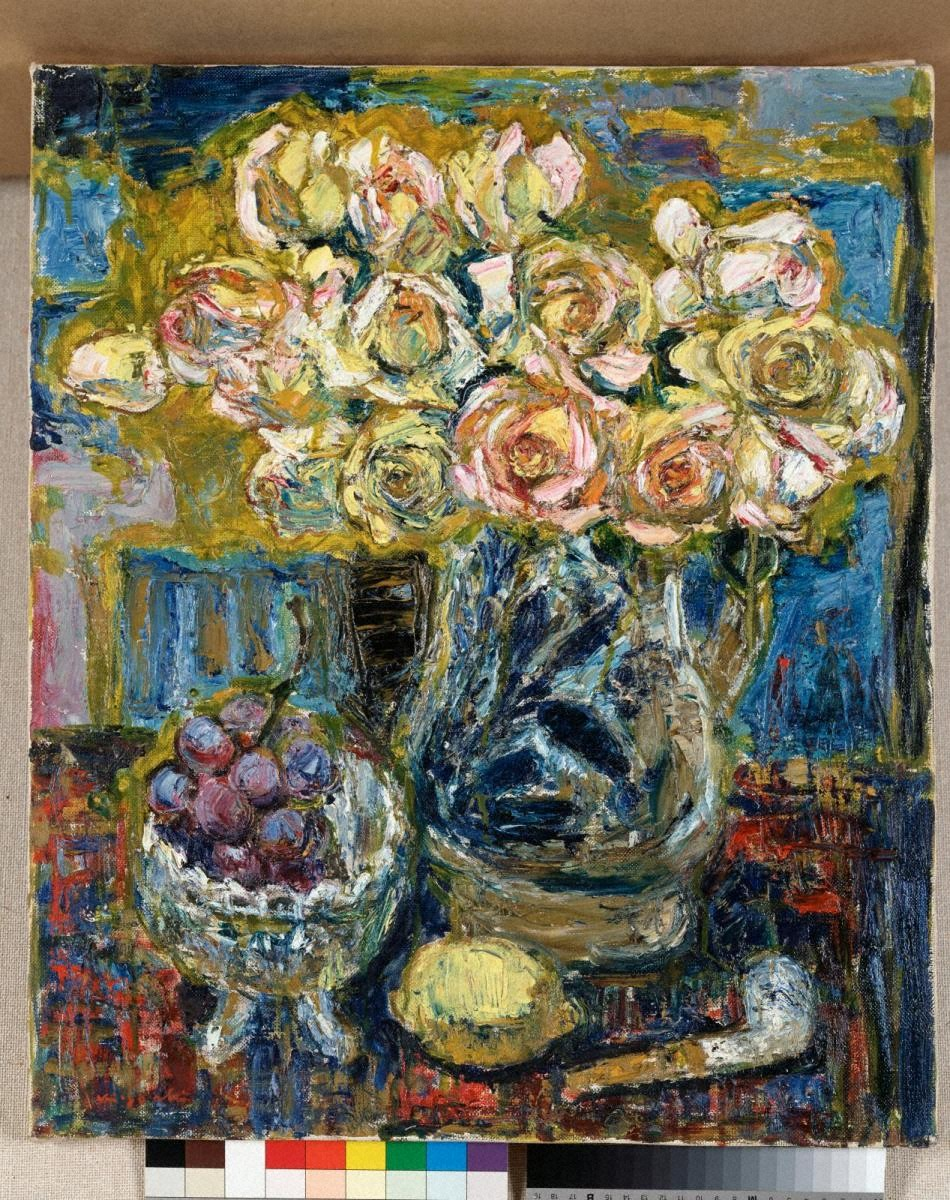
遠山清筆『マジョリカ壷のバラ』1960年頃。

- 1926年 - 東京美術学校図画師範科卒業[1]。
- 1926年 - サンサシオン同人[2]。
- 1926年 - 広井尋常小学校勤務[2]。
- 1928年 - 名古屋市立第一高等女学校勤務[2]。
- 1933年 - サンサシオン解散[2]。
- 1934年 - 光風会会員[1]。
- 1945年 - 愛知県立愛知工業高等学校勤務[2]。
- 1954年 - 光風美術会会員。
- 1960年 - 日展会員[1]。
- 1963年 - 日展審査員[1]。
- 1963年 - 死去[1]。

## 賞歴
- 1925年 - 光風会展入選[2]。
- 1928年 - 帝展入選[1]。
- 1928年 - 光風賞[3]。
- 1941年 - 岡田賞[3]。

## 著作

### 画集
- 遠山清著、名古屋画廊編『遠山清作品集』名古屋画廊、2005年。NCID BB22721765

### 共著
- サンサシオン編『加藤松三郎遺作集』サンサシオン、1932年。NCID BB05464575

## 師匠
- 岡田三郎助

### 註釈
1. ↑  東京美術学校は、のちに東京芸術大学の源流の一つとなった。
2. ↑  広井尋常小学校は、のちに名古屋市立笹島小学校の源流の一つとなった。
3. ↑  名古屋市立第一高等女学校は、のちに名古屋市立菊里高等学校の源流の一つとなった。
4. ↑  愛知県立愛知工業高等学校は、のちに愛知県立愛知総合工科高等学校の源流の一つとなった。
5. ↑  帝展は、のちに改組新日展の源流の一つとなった。
6. ↑  光風会は、のちに一般社団法人光風会の源流の一つとなった。
7. ↑  社団法人光風美術会は、のちに一般社団法人光風会の源流の一つとなった。
8. ↑  日展は、のちに改組新日展の源流の一つとなった。
9. ↑  社団法人日展は、のちに公益社団法人日展の源流の一つとなった。